# Asher Yasbincek
Asher Yasbincek, född i Perth, är en australisk skådespelare.
Yasbincek har bland annat medverkat i TV-serierna The Heights och Heartbreak High. Hon har även medverkat i filmen Fårfejden.

## Filmografi (i urval)
- 2019–2020 – The Heights (TV-serie)
- 2020 – Fårfejden
- 2022 – Heartbreak High (TV-serie)